# Fabio Vullo
Fabio Vullo (Massa, Italia; 1 de septiembre de 1964) es un exjugador profesional de voleibol italiano. Ha ganado 8 veces el  Campeonato de Italia y 7 la  Liga de Campeones convirtiéndose en uno de los jugadores que más títulos ha ganado en la historia del voleibol italiano.

## Trayectoria

### Clubes
Empezó a jugar en las juveniles del equipo de su ciudad natal el Pallavolo Massa y en 1977 debutó con el primer equipo en la Segunda división de Italia. En 1982 se marchó al Pallavolo Torino de Silvano Prandi y en cuatro temporadas consiguió su primer campeonato en 1983-84 y la Recopa de Europa en el mismo año.
Entre 1986 y 1990 jugó por el Pallavolo Modena ganando 3 campeonatos, 2 copas de Italia y su primera  Liga de Campeones en 1989-90 tras derrotar por 3-2 el AS Frejus francés.
En verano de 1990 se marchó al Porto Ravenna Volley donde consiguió vencer el doblete campeonato-copa Italia en 1990-91 y tres ligas de campeones consecutivas entre 1991-92 y 1993-94; en 1991 ganó también el campeonato mundial de clubes. En 1994 regresó al Pallavolo Modena donde jugó hasta el 1999-00 añadiendo a su palmarés dos campeonatos, tres copas de Italia, la supercopa italiana de 1997, la Recopa de Europa de 1994-95 y otras tres liga de campeones entre 1995-96 y 1997-98.
Entre 2000 y 2002 fue el armador del Sisley Treviso con el cual logró ganar su último título, el octavo de su carrera, y tras un año de inactividad disputó su última temporada en el Lube Macerata antes de retirarse.
Internacional con la  selección italiana ganó la medalla de bronce en los  Juegos Olímpicos de Los Ángeles 1984 y la  Liga mundial de 1992. Pese a su talento tuvo problemas con el seleccionador de Italia Julio Velasco y por esta razón non fue parte de la exitosa etapa del voleibol italiano de los años 90; de todas formas formó parte de la selección italiana que participó en los  Juegos Olímpicos de Barcelona 1992.

## Palmarés

### Jugador

#### Clubes
- Campeonato de Italia (7):  1983-84, 1986-87, 1987-88, 1988-89, 1990-91, 1994-95, 1996-97, 2000-01
- Copa de Italia (6): 1987-88, 1988-89, 1990-91, 1994-95, 1996-97, 1997-98
- Supercopa de Italia (1): 1997
- Liga de campeones (7): 1989-90, 1991-92, 1992-93, 1993-94 1995-96, 1996-97, 1997-98
- Supercopa de Europa (1): 1995
- Recopa de Europa/Copa CEV (2):  1983-84, 1994.95
- Campeonato Mundial de Clubes (1) : 1991